# Liparetrus collaris
Liparetrus collaris är en skalbaggsart som beskrevs av Macleay 1886. Liparetrus collaris ingår i släktet Liparetrus och familjen Melolonthidae. Inga underarter finns listade i Catalogue of Life.